# Greg Berlanti
Greg Berlanti (sinh ngày 24 tháng 5 năm 1972) là 1 nhà làm phim người Mỹ, nhà văn, biên kịch và cũng đồng thời là đạo diễn.
Anh được biết đến nhiều với các bộ phim truyền hình như Dawson's Creek, Everwood, Political Animals, Arrow và The Flash.

## Sự nghiệp
Anh bắt đầu sự nghiệp với vai trò là viết kịch bản và chỉ đạo sản xuất bộ phim Dawson's Creek trước khi làm ra 2 bộ phim được đánh giá khá cao sau đó là Everwood và Jack & Bobby.
Anh sau đó cũng tiếp tục sự nghiệp với 2 bộ phim truyền hình Eli Stone của hãng ABC và Political Animals của hãng USA Network.
Greg là đạo diễn của bộ phim Life As We Know It được sản xuất vào năm 2010. Anh còn tham gia sản xuất bộ phim Pan cho hãng Warner Bros, bộ phim dự định khởi chiếu vào năm 2015.

## Các phim tham gia

### Biên kịch
- Dawson's Creek (1998–1999)
- Young Americans (2000)
- The Broken Hearts Club: A Romantic Comedy (2000)
- Jack & Bobby (2004–2005)
- Everwood (2002–2006)
- Brothers & Sisters (2006–2008)
- Eli Stone (2008–2009)
- No Ordinary Family (2010–2011)
- Green Lantern (2011)
- Wrath of the Titans (2012)
- Political Animals (2012)
- Arrow (2012–nay)
- The Flash (2014–nay)

### Sản xuất
- Dawson's Creek (1998–1999 as co-executive, consulting producer)
- Everwood (2002–2006 as executive producer)
- Brothers & Sisters (2006–2011)
- Dirty Sexy Money (2007)
- Eli Stone (2008–2009, as executive producer)
- No Ordinary Family (2010–2011)
- Green Lantern (2011)
- Political Animals (2012)
- Arrow (2012–nay)
- Golden Boy (2013)
- The Tomorrow People (2013–2014)
- The Mysteries of Laura (2014–nay)
- The Flash (2014–nay)
- Pan (2015)

### Đạo diễn
- The Broken Hearts Club: A Romantic Comedy (2000)
- Life As We Know It (2010)
- Political Animals (2012)
- Love, Simon (2018)

## Đời tư
Greg sinh ra ở Rye, New York, cha mẹ là Barbara Moller Berlanti và Eugene Berlanti. Anh là người gốc Ý và Ailen. Biểu trưng của hãng sản xuất truyền hình Berlanti xuất hiện sau mỗi tập phim mà Greg sản xuất, là hình ảnh một gia đình quay lưng về phía khán giả và câu trích dẫn "Greg, move your head!" (Greg, hãy tránh cái đầu ra!). Đây là một thể hiện sự kính trọng với cha của anh, Gene, người sẽ la mắng khi Greg đứng choáng cả màn hình tivi. Greg tốt nghiệp đại học Northwestern vào năm 1994.
Greg có mối quan hệ với cầu thủ bóng đá của Los Angeles Galaxy, Robbie Rogers và đính hôn vào năm 2016 và kết hôn vào năm 2017. Họ có 2 con.